# Mohammed Flayfel
Mohammed Flayfel, dit aussi Muhammed Fleifel ou Flayfil (en arabe : محمد فليفل), né en 1899 dans le quartier d'Achrafiyeh à Beyrouth et mort en 1986 était un compositeur et musicien libanais.
Certaines de ses compositions notables incluent "Mawtini" (l'hymne national de l'Irak et ancien hymne national de la Palestine jusqu'en 1996) et "Suriyah Ya, Dar al-Majdi" (l'hymne de l'éphémère Royaume arabe de Syrie). Son "Humat ad-Diyar" a été sélectionné lors d'un concours en 1938 comme hymne national de la Syrie. Il a également travaillé sur plusieurs autres chansons patriotiques, parfois en collaboration avec son frère, Ahmad Salim Flayfel.
Mohammed Flayfel est également crédité de la découverte des talents de la jeune Faïrouz lorsqu'elle a participé à un concours de talents à la radio et lui a conseillé de s'inscrire au Conservatoire national libanais,.
Une controverse lui crédite la mélodie de l'hymne national libanais, insinuant qu'il l'a composé pour l'éphémère république du Rif.
Il est décédé en 1986.

## References
1. ↑  (en-GB) « 'Mawtini' (My Homeland) », sur PALESTINIAN HISTORY TAPESTRY (consulté le 21 septembre 2020)
2. ↑  « FIELD LISTING :: NATIONAL ANTHEM » [archive du 9 décembre 2011], sur www.cia.gov, CIA
3. ↑  « Fairuz: the voice of Lebanon », The National (Abu Dhabi)
4. ↑  (en-GB) « Happy Birthday Fairouz! Here Are 7 Facts About the Legendary Singer », sur Vogue Arabia, 21 novembre 2019 (consulté le 21 septembre 2020)